# Brave Dan
Brave Dan (勇者ダン, Yuusha Dan) is een shonen manga van Osamu Tezuka. Hij werd van 15 juli 1962 tot en met 23 december 1962 uitgegeven in het tijdschrift Weekly Shonen Sunday.
In 2015 werd de strip naar het Engels vertaald door DMP’s Digital Manga Guild als een digitale uitgave. Later volgde een papieren editie.

## Verhaal
In het groen van Hokkaido leven de Japanse Aino een vredevol bestaan in harmonie met de natuur. Kotan Nakamura is een Ainojongen. Op een dag ontmoet hij een tijger genaamd Dan die uit een trein op weg naar de zoo ontsnapt is. Dan en Kotan gaan samen op avontuur in mysterieuze ondergrondse ruïnes.
In deze ruïnes ontmoeten Dan en Kotan een oude man genaamd Upopo. Upopo vertelt hen over drie sleutels die leiden tot een grote schat. De kwaadaardige Sekkoku Ko is ook op zoek naar de schat en schiet Upopo neer. Voordat hij sterft, geeft Upopo een van de drie sleutels aan Kotan.

## Personages
Tezuka maakt gebruik van zijn Sterrenstelsel in deze strip: hij hergebruikt personages uit andere reeksen.
- Kotan Nakamura: een ainu jongen bevriend met een ontsnapte tijger
- Dan: een tijger die ontsnapte uit de trein die hem naar de zoo zou brengen
- Upopo: een mysterieuze oude man met kennis over een schat
- Sekkoku Kou: een schurk die de schat voor zichzelf wil
- Dokter Zoger
- Dokter Hanamaru als zichzelf
- Tamayo